# Маврикій (острів)
Маврикій (фр. île Maurice; англ. Mauritius Island; маврик. креол. Moris) — острів у західній частині Індійського океану, разом із Реюньйоном входить до складу Маскаренських островів. Основна частина території Республіки Маврикій. Територія острова становить 1865 км².

## Історія
Маврикій був відкритий в X столітті арабами і отримав назву Діна Аробі. На початку XVI століття, 1505 року на ньому висадилися португальці під проводом Педру де Машкареньяша і назвали його Сішна, за іменем одного з португальських кораблів. У 1598 році була розпочата його колонізація голландцями, острів отримав назву за латинською формою імені принца Моріца Оранського, графа Нассау. 1710 голландці покинули острів, який через п'ять років потрапив у володіння французами, які назвали його Іль-де-Франс. 1810 року Маврикій відібрано у французів англійцями, які закріпили його за собою Паризьким договором 1814-го.
Біля східного узбережжя недалеко від столиці Порт-Луї на дні лежать затонулі кораблі 19 століття - британський фрегат «Сіріус» і французький транспорт «Сен Жеран».

## Географічне положення

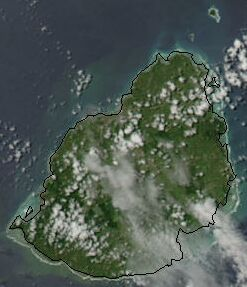
Знімок з космосу

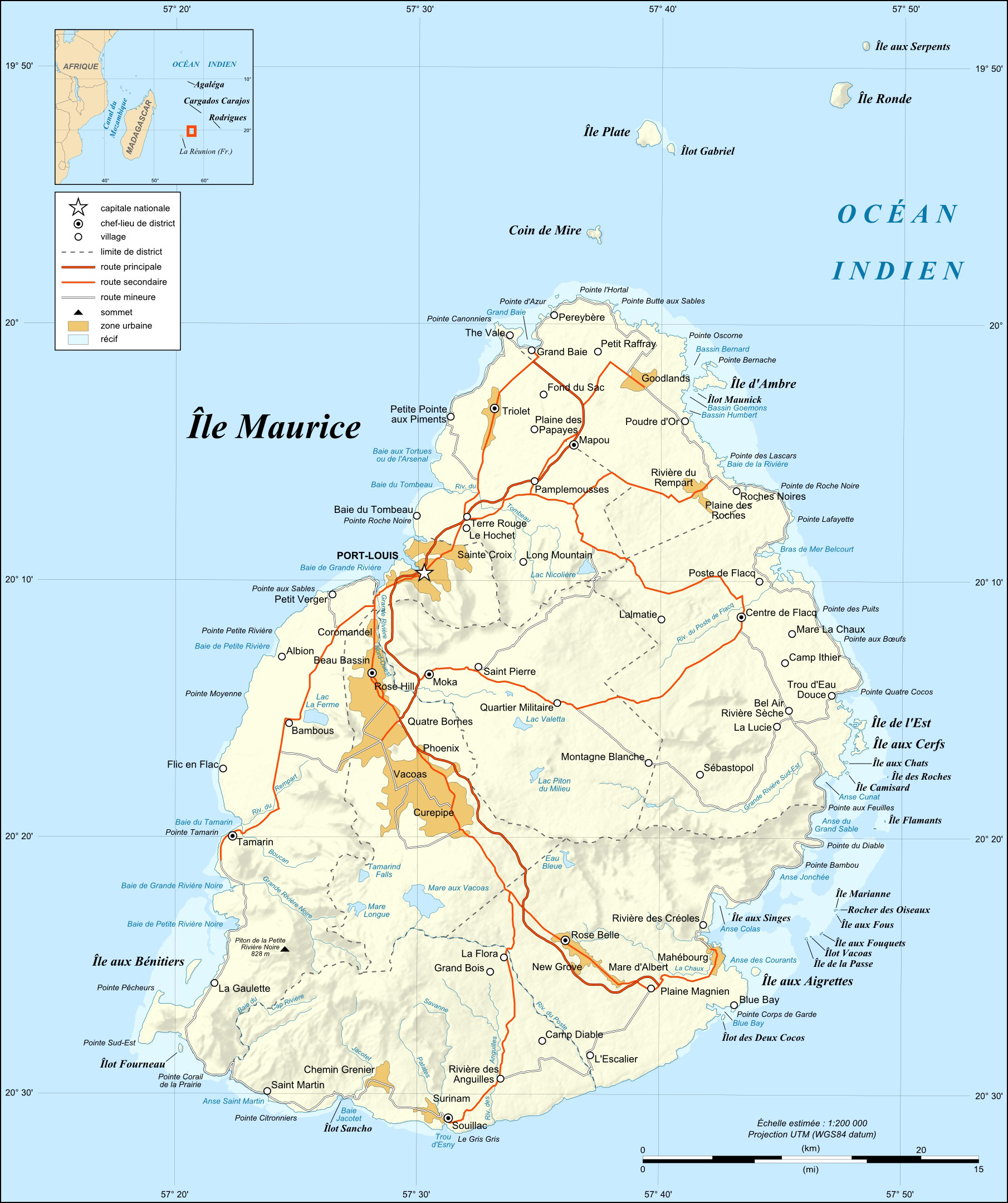
Карта Маврикію

Острів Маврикій розташований в західній частині Індійського океану. Маврикій і Реюньйон входять до групи Маскаренських островів. Вигідне геополітичне положення дозволяє контролювати з острова не тільки акваторію західної частини Індійського океану, але й східне узбережжя Африки (2,2 тис. км на захід, 850 км до Мадагаскару) й південне Азії (4 тис. км на північний схід).

## Геологія
Острів вулканічного походження. Складається, головним чином, з базальтових лав, вулканічних туфів, коралового вапняку. Острів Маврикій, як частина вулканічних Маскаренських островів, з'явився з-під води 7 млн років тому, після чого північну частину острова почала формувати вивержена лава з сучасного центрального масиву. Вулканізм на острові вщух 0,1 млн років тому. кратери згаслих вулканів: Бас-Бланк, Канака, найбільший — Тру-о-Серф (діаметр 370 м, глибина 100 м) в масиві Гран-Басен. Прояви вулканічної діяльності в сучасну епоху можна побачити на південно-західному узбережжі в ущелині Ле-Суфлер працює гейзер.

## Рельєф
Головний острів вулканічний, оточений кораловими рифами, має овальну форму, який простягнувся на 65 км з півночі на південь, і на 48 км із заходу на схід. Рельєф Маврикія складний гористий. На півночі розташована порізана пагорбами рівнина, яка поступово піднімається і переходить в Центральне плато (600 м), на якому розташовані колишні кратери згаслих вулканів: Бас-Бланк, Канака, Тру-о-Серф. Центральне плато різко обривається до південного і західного узбережжя. На острові виділяються кілька гірських хребтів, орієнтованих з сходу на захід: на північному заході гірський ланцюг Мока (найвища точка — гора Пітер-Бот, 820 м), один з відрогів якого охоплює півкільцем зі сходу і півночі місто Порт-Луї; на південному заході гірські ланцюги Тамарен, Саван і Рів'єр-Нуар (найвища точка країни Пітон-де-ла-Рів'єр-Нуар, 828 м). Хребет Бамбу (найвища точка — гора Морн-дю-Гранд-Порт, 455 м) простягнувся від міста Кьюр-Пайп на Центральному плато до середини східного узбережжя. На північ від хребта Бамбу лежить гірський ланцюг Бланш (найвища точка — гора Бланш, 531 м). Нижні схили гір Маврикію вкриті густою рослинністю, вершини закінчуються скелястими піками. На захід від Пітер-Бота височить пік Ле-Пус (812 м), який нагадує витягнутий великий палець, на південний захід виділяються вершини Монтань-дю-Ремпар (771 м), Корп-де-Гард (719 м) і Пітон-де-ла-Саван (705 м).

## Клімат
Клімат островів тропічний, морський. Вище в горах більш помірний і придатний для життя, саме там розміщується більша частина поселень. Пересічна температура повітря найтеплішого місяця (лютого) +26 °C, найхолоднішого (серпня) + 16 °C. Середньорічна кількість опадів розподілена нерівномірно: від 1 500 мм у гірських районах до 5 000 мм на прибережних рівнинах. У середньому опадів до 3000 мм на рік. Бувають тропічні циклони, переважно з січня по березень.

## Гідрологія
Річки маловодні, але численні (до 100), більшість пересихає влітку, головна — Гранд-Рів'єр (16 км). На заході острова водоспад Шамарель (Тамарін) на річці Сен-Дені (295 м), що має 7 потоків — найвищий на острові.

## Ґрунти
Поширені родючі ґрунти на вулканічних та глиняних породах.

## Рослинність
У горах збереглися тропічні ліси з манго, мімози, різних пальм, які ще донедавна займали майже третину острова, а до появи людини в XVI столітті — майже всю територію острова. Добре акліматизувались європейські, африканські та індійські рослини, завезені переселенцями. Плантації цукрової тростини, маніоку, кукурудзи, кави та перцю, рисові чеки.

Американський письменник Марк Твен у 1896 році у захваті писав про острів: 
|  | Спочатку був створений Маврикій, потім, за взірцем, — рай. |

## Тваринний світ

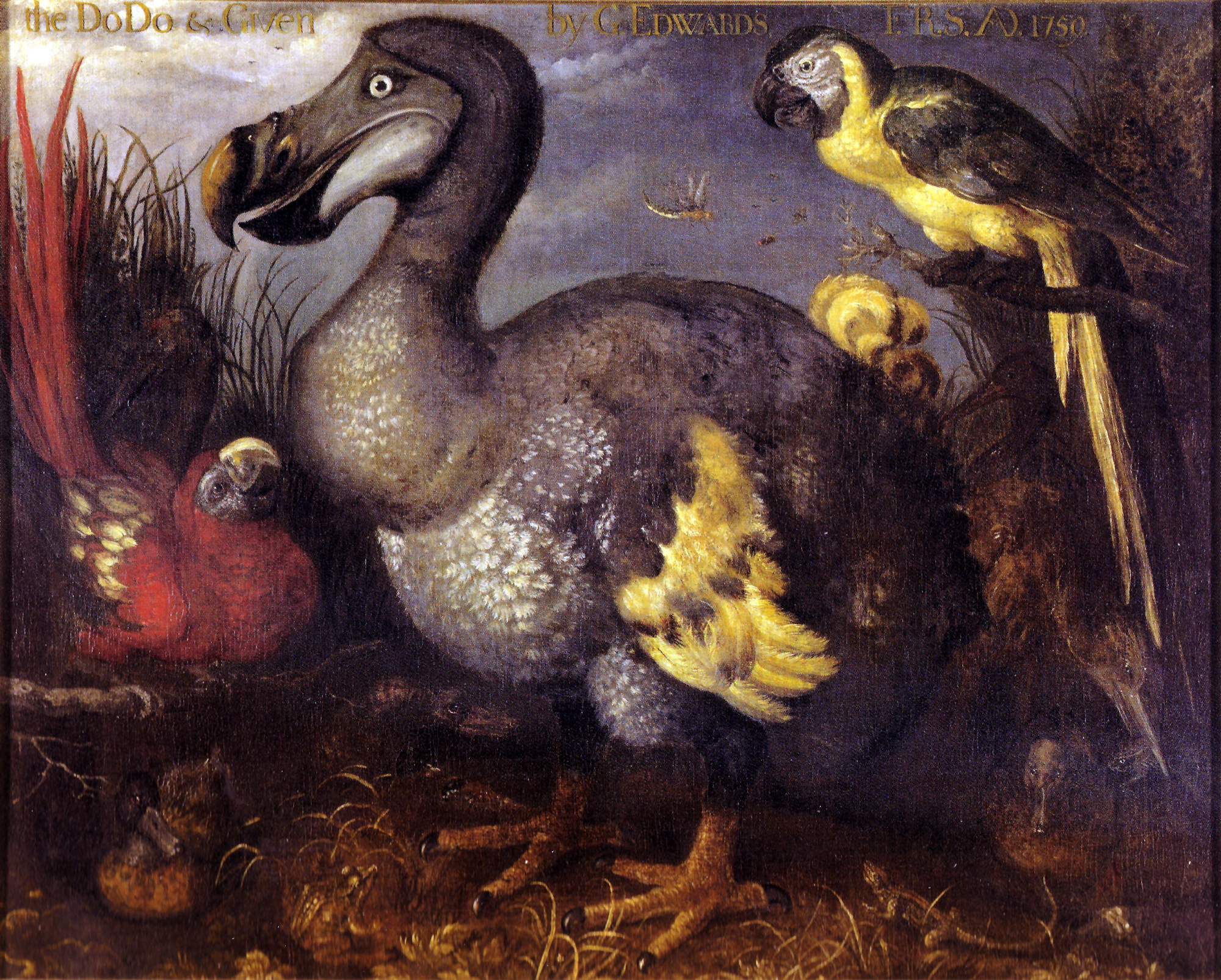
Додо, папуги, рудий пастушок на полотні Руланта Саверея, 1626 рік

Маврикій оточений кораловими рифами, біля яких зустрічаються практично багато видів тропічних риб, в тому числі блакитний і чорний марліни, акули, жовтий тунець, барракуда; водяться і лангусти. Через віддаленість від материка фауна острова не є різноманітною, але представлена значним числом ендемічних видів. Водяться кажани, завезені лемури і мадагаскарські їжаки; змії відсутні, багато черепах і ящірок. Місцеві ендемічні гігантські птахи знищені людьми або завезеними тваринами: маврикійський блакитний голуб (Alectroenas nitidissima), маврикійський дронт (Raphus cucullatus), маскаренська лиска (Fulica newtonii), великі папуги і рудий маврикійський пастушок (Aphanapterix imperialis). На острові відсутні хижі ссавці.